# La France Big Brother
La France Big Brother est un essai écrit par Laurent Obertone paru en 2015. 
Cet essai tourne autour du "conditionnement" des masses par le système (gouvernement, experts, médias, idéologues...).
Le titre de l'ouvrage est inspiré du roman 1984 de George Orwell, publié en 1949, dont la principale figure est justement Big Brother.
Selon la maison d'édition Ring, en janvier 2016, l'essai a été tiré à 60 000 exemplaires et a été le deuxième plus gros tirage national début 2016.
En juin 2016, selon le magazine GQ, le livre s'était écoulé à 36 000 exemplaires.

## Critiques
Laurent Obertone est invité sur BFM TV pour faire la promotion de son livre le 11 février 2015.
Dans L'Express, Adrien Sénécat qualifie l'ouvrage de « pamphlet réactionnaire et sexiste » et déclare qu'il contient plusieurs erreurs et affirmations contestables. François Aubel du Figaro parle du « nouveau brûlot d'Obertone ».
Obertone a aussi été invité pour ce livre dans Répliques, l'émission d'Alain Finkielkraut. Invité pour débattre avec lui, Laurent Joffrin considère que les mots utilisés par Obertone sont exagérés. Le journaliste de Libération soulève plusieurs contradictions. Ainsi, si la France était une dictature à la Big Brother, Obertone ne serait pas en train de s'exprimer sur les ondes et n'aurait sans doute pas pu publier de livre. Joffrin souligne que ce qu'Obertone ne supporte pas c'est la polémique que ses propos suscitent, une polémique qu'il assimile à un « lynchage » dans le but de se faire passer pour une victime. Dans la même émission, Alain Finkielkraut considère qu'internet invalide la thèse d'Obertone. Finkielkraut et Joffrin reprochent à Obertone de ne pas toujours justifier ses propos. Joffrin parle d'un « baratin » et considère qu'Obertone parle par pétition de principe. Lors de ce débat Obertone dit à Joffrin : « vous persistez à ne pas voir les problèmes qu'ont posé votre idéologie pour laquelle vous aurez sans doute un jour à rendre des comptes ».
D'autres cependant y voient une façon de dénoncer la servitude volontaire, en présentant « ... le portrait d’une France qui vit de plus en plus dans la servitude volontaire ».